# Efrén Reyes
Efrén Manalang Reyes, né le 26 août 1954, connu sous les surnoms de « Bata » (« gamin » en tagalog, pour le distinguer d'un autre joueur de billard plus âgé portant le même nom) et « Le magicien » (pour son habileté sur la table de billard), est un joueur de billard professionnel philippin, souvent considéré comme le plus grand joueur de billard américain de tous les temps,, et particulièrement célèbre pour son habileté dans la discipline difficile du one-pocket (en).
Vainqueur de plus de 100 titres internationaux, Reyes est le premier joueur à remporter les championnats du monde de la WPA dans deux disciplines différentes du billard. Parmi ses nombreux titres, Reyes est champion du monde WPA du 9-Ball et champion du monde WPA du 8-Ball, vainqueur du championnat américain du 9-Ball, quatre fois vainqueur du Sands Regency 9-ball Open, quatre fois vainqueur du All Japan Championship, sept fois champion asiatique du WPA 9-ball Tour, et treize fois vainqueur du Derby City Classic. Reyes représente également les Philippines à la Coupe du monde de billard, qu'il remporte avec son partenaire Francisco Bustamante en 2006 et 2009. Reyes bat le champion américain Earl Strickland (en) à deux reprises dans le match défi « The Color of Money » en 1996 et dans un match revanche en 2001. Lors de leur premier match défi en 1996, Reyes remporte la somme de 100 000 $, le gain le plus élevé de l'histoire du billard à l'époque pour un seul événement.
Reyes est le joueur de billard qui a totalisé le plus de gains annuels, à sept reprises : en 1995, 1999, 2001, 2002, 2004, 2005 et 2006 ; il détient également le record de gain au cours d'une saison, avec 645 000 $ gagnés en 2006.
En 2003, il est intronisé au Hall of Fame (en) du Billiard Congress of America (en), et en 2024 au Hall of Fame du billard mondial du musée du billard mondial à Yushan, en Chine. En 2010, Reyes est nommé « Joueur de la décennie » pour les années 2000 par la United States Billiard Media Association. En 2024, le Matchroom World 9-ball Tour annonce l'inauguration de la Reyes Cup à Manille, aux Philippines, en son honneur, du 17 au 20 octobre.